# Кауслер, Франц
Франц Георг Фридрих фон Кауслер (нем. Franz Georg Friedrich von Kausler; 28 февраля 1794, Штутгарт — 10 декабря 1848, Карлсруэ) — вюртембергский офицер, военный историк и теоретик.

## Биография
Родился в семье математика Кристофа Фридриха фон Кауслера, профессора штутгартской Карлсшуле. Получил военное образование в Королевском военном институте Штутгарта и в 1811 году стал вторым лейтенантом артиллерии. В военных кампаниях 1812—1815 годов, в которых участвовала армия Вюртемберга, показал себя храбрым и распорядительным офицером и в 1816 году получил чин капитана.
В 1823 году Кауслер был зачислен в штаб генерал-квартирмейстера, где дослужился до звания полковника. В последние годы службы преподавал в Военной школе Людвигсбурга, зарекомендовав себя как талантливый учитель. Был принят в члены Королевской шведской академии военных наук. Вышел в отставку в 1843 году, после чего переехал в Карлсруэ, где умер в декабре 1848 года.

## Труды
Франц фон Кауслер получил известность как плодовитый военный историк и теоретик. Его отличала работоспособность и широта образования, и благодаря широким связям он сумел собрать необычайно богатый материал для своих трудов. Произведения фон Кауслера занимали важное место в обучении немецких офицеров его времени. Вместе с Л. фон Брайтхауптом издавал в 1819—1824 годах журнал Zeitschrift für Kriegswissenschaft, выходивший под эгидой Общества южнонемецких офицеров. 
Основные труды:
- Darstellung der militärischen Begebenheiten oder historische Versuche über die Feldzüge von 1799–1814. Aus dem Französischen des Generallieut. Graf Matthieu Dumas, mit Noten und Zusätzen vermehrt (тома 1—5, Штутгарт и Тюбинген, 1820—1825)
- Theorie des höheren Offiziers (Лейпциг, 1821)
- Wörterbuch der Schlachten, Belagerungen und Treffen aller Völker (тома 1—4, Ульм, 1825—1833)
- Versuch einer Kriegsgeschichte aller Völker (тома 1—4 до конца XV в., Ульм, 1825—1830)
- Synchronistische Uebersicht der Kriegsgeschichte und ihrer gleichzeitigen Quellen (в 4 разделах, Ульм, 1825—1830)
- Napoleons Grundsätze, Ansichten und Aeußerungen über Kriegskunst, Kriegsgeschichte und Kriegswesen (Лейпциг, 1827)
- Atlas der merkwürdigsten Schlachten, Treffen und Belagerungen der alten, mittleren und neueren Zeit in 200 Blättern, nach den besten Quellen unter Mithülfe der Abtheilung des topogr. Corps des k. würtemberg. General-Quartiermeister-Stabs umgearbeitet (нем. и франц., с приложениями, Карлсруэ и Фрайбург, 1831—1837)
- Versuch einer militärischen Recognoscirung des ges. Gebietes der Donau von ihren Quellen bis zu ihrem Einflusse in das schwarze Meer. Aus dem Mémorial topogr. frei bearb (Фрайбург, 1835)
- Das Leben des Prinzen Eugen von Savoyen – mit Noten von dem – Grafen v. Bismarck (тома 1—2, Фрайбург, 1838—1839)